# La prima rondine venne iersera
La prima rondine venne iersera è un singolo del progetto musicale italiano Pop X, pubblicato il 29 novembre 2017 come primo estratto dall'album Musica per noi.

## Descrizione
Il brano è contenuto nell'album Musica per noi con un titolo diverso rispetto a quello del singolo ossia Figli di puttana.

## Tracce
1. La prima rondine venne iersera – 3:16

## Formazione
- Davide Panizza – voce, produzione